# Adrian Sikora (Tennisspieler)
Adrian Sikora (* 5. Juli 1988 in Žilina) ist ein ehemaliger slowakischer Tennisspieler.

## Leben und Karriere
Sikora spielte hauptsächlich auf der ATP Challenger Tour und der ITF Future Tour. Er feierte 4 Einzel- und 19 Doppeltitel auf der ITF Future Tour. Er spielte 2014 mit der Mannschaft TK F1 Poprad in der höchsten slowakischen Tennisliga und erreichte den 3. Platz. Sein Trainer war Ján Bedáň, Vater von Dája Bedáňová.
2014 und 2015 spielte Adrian Sikora für den SC Uttenreuth in der 2. Tennis-Bundesliga.
2017 spielte er zuletzt Profiturniere.